# Rose Chéri
Pour les articles homonymes, voir Chéri.
Rose-Marie Cizos, dite Rose Chéri, née à Étampes (Seine-et-Oise) le 27 octobre 1824 et morte dans le 16e arrondissement de Paris le 22 septembre 1861, est une actrice française.
Elle était la sœur aînée de l'actrice Anna Chéri, dite aussi Chéri Lesueur, et du compositeur et chef d'orchestre Victor Chéri. Après son mariage avec le directeur de théâtre Montigny, elle fut appelée Chéri Montigny.

## Biographie
Rose-Marie Cizos naquit le 27 octobre 1824 à Étampes. Elle était issue d’une longue famille d’artistes et d’acteurs, puisque ses grands-pères, Thomas Cizos, dit Chéri, né vers 1760, et « Garcin père » avaient fondé, en unissant leurs deux familles, une troupe lyrique et dramatique ambulante, appelée « Garcin Cizos », qui parcourut les départements de l’Eure-et-Loir et du Loiret dans les années 1820. Cette troupe se signala partout par une tenue exemplaire et une allure de plus régulière. Ces mœurs irréprochables se retrouvèrent chez les deux sœurs Rose et Anna, qui furent toutes leurs vies des modèles de vertu et de piété.
Son père, Jean-Baptiste Chéri-Cizos, épousa une des filles Garcin, Sophie-Juliette, de même âge que lui. Ils eurent deux filles et un garçon qui naquirent au hasard des pérégrinations de la troupe : l'aînée, Rose, à Étampes en 1824 ; la cadette, Anna, à Chartres en 1826 ; le benjamin, Victor, à Auxerre en 1830.
Enfant de la balle, Rose-Marie Cizos fut très tôt familiarisée avec la scène. À six ans, elle jouait déjà des rôles d’enfant et interprétait des numéros de danse. Son grand-père Garcin, excellent musicien, lui prodigua des leçons de chant et de piano, mais l’enfant n’était intéressée que par la comédie.

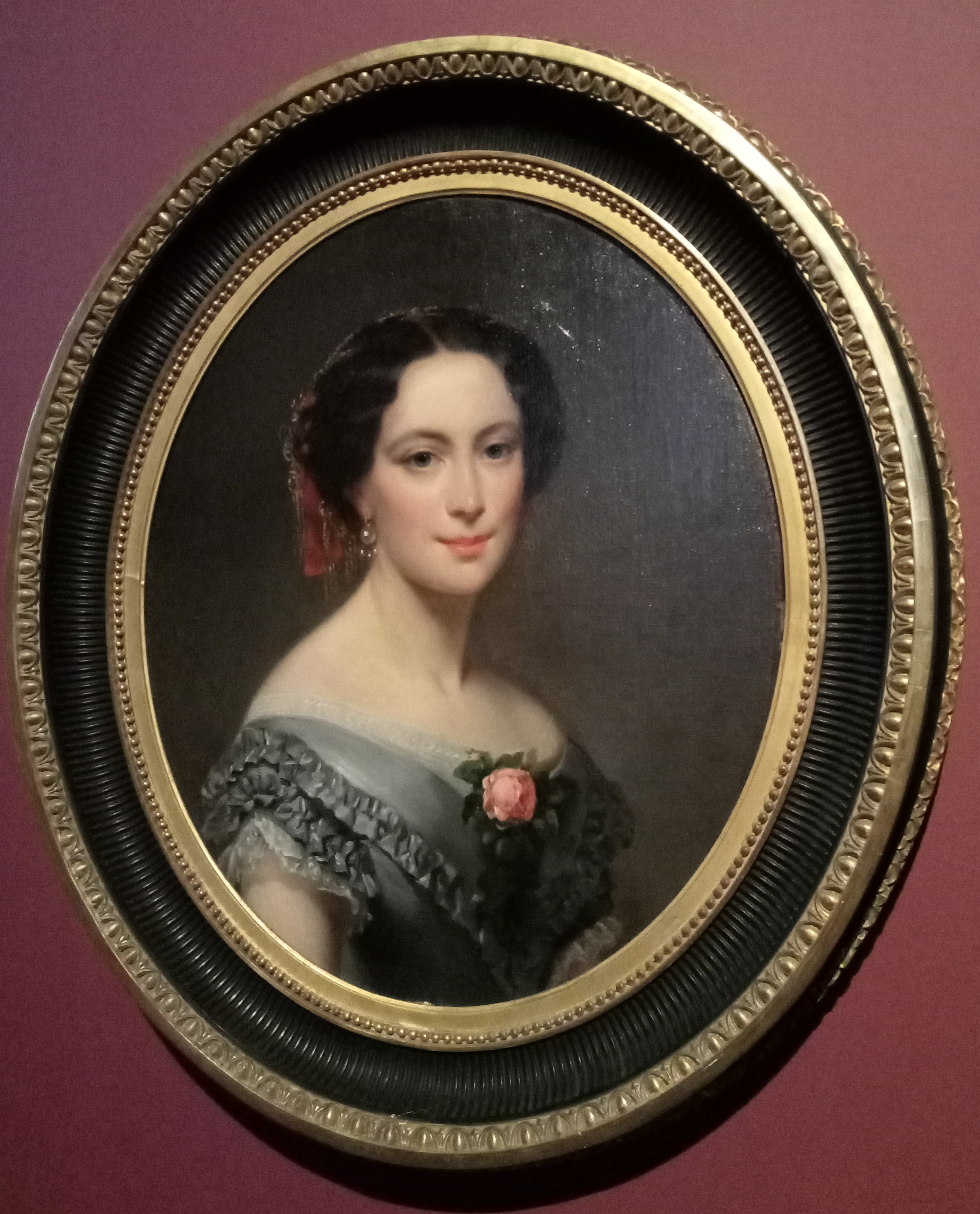
Rose Chéri, par Alexis Joseph Pérignon, Musée intercommunal d’Étampes

Ce fut en jouant à Périgueux en 1841 (elle avait alors 17 ans), que Rose se fit remarquer par Loïsa Puget, qui lui fit obtenir un engagement au Théâtre du Gymnase à Paris. Elle s’y fit peu à peu connaître et apprécier. Théophile Gautier nota en 1842 : « Cette jolie débutante réussit beaucoup parce qu’elle est simplement une jeune fille toute naturelle, et n’a pas trop l’air d’une actrice ; c’est le plus rare des talents ». 
Elle allait devenir la première actrice du Gymnase, accaparant les premiers rôles féminins des pièces de Scribe, d’Alfred de Musset, George Sand et d’Alexandre Dumas fils, qui y furent jouées.
Ce fut Scribe, qui, en prétendant lui offrir un nouveau rôle (ce qui était vrai dans un certain sens), lui demanda sa main au nom d’Adolphe Lemoine, dit Montigny, le directeur du Gymnase. Elle accepta, mais à l’annonce de cette nouvelle, son père, Jean-Baptiste, frappé d’une brutale aliénation mentale, se jeta par une fenêtre et mourut. Le mariage fut retardé et eut lieu à Paris le 10 mai 1847. Étrange coïncidence, quelques semaines auparavant, le Gymnase produisait une comédie de Scribe Une Femme qui se jette par la fenêtre, interprétée par sa sœur Anna.
Hors du théâtre, c’était une femme d’une grande piété. Elle demanda à l’archevêque de Paris l’autorisation de recevoir la communion qu’un prêtre intolérant lui refusait parce qu’elle était comédienne. Elle l’obtint, ainsi que pour sa sœur. Elle vendit ses bijoux lorsque son mari connut une passe difficile, soigna les blessés lors des événements de juin 1848 dans le théâtre transformé en hôpital de fortune, et un peu plus tard, veilla son enfant nuit et jour, ce qui causa sa perte.
La Comédie-Française voulut plusieurs fois l’engager. Elle refusa toujours, sans doute parce que le Gymnase regroupait sa famille, puisque s’y trouvaient :
- son mari, Montigny, le directeur
- sa sœur, Anna comédienne
- son frère, Victor, qui y était chef d’orchestre
- son beau-frère, Lesueur, comédien
- son beau-père, le père de Montigny, caissier

Elle ne voulut sans doute pas non plus quitter ce théâtre où elle connut de si nombreux succès. Alfred de Musset fut si enthousiasmé par son rôle de Clarisse Harlowe, qu’il alla la voir 30 fois de suite, et il écrivit en octobre 1851 une pièce pour elle : Bettine, qui n’eut pourtant qu’un succès d’estime. Ce fut en partie grâce à son talent, et aussi à l’habileté de son mari Montigny, que le Gymnase put retrouver sa vogue passée.
Tout comme sa sœur, la vieillesse la marqua prématurément. Alors qu’à ses débuts, on les surnommait parfois, sa sœur et elle, « la jolie paire de Cizos », à 35 ans, elle paraissait vieille. Elle dut renoncer à certains rôles, tel celui de Marie dans Marie ou les Trois époques de Marguerite Ancelot, où les traits de son visage juraient tant qu’il fallut interrompre les représentations.
En 1857, le couple formé par Rose Chéri et Montigny s'installe rue Saint-Pierre à Passy puis déménage dans le même quartier, dans un hôtel particulier au no 73 rue de la Tour, où ils mourront tous les deux à une vingtaine d'années d'intervalle.
Son fils aîné étant atteint d’une angine couenneuse, elle le veilla nuit et jour malgré les avis des médecins qui craignaient la contagion. Son fils fut sauvé, mais elle en perdit la vie le 22 septembre 1861, âgée de 36 ans. Ce même enfant, quelques années plus tard, en 1878, sortant d’un théâtre, se fit mordre par un chien enragé et en mourut un mois après.
Rose Chéri est inhumée au cimetière de Montmartre avec son époux Adolphe Lemoine dit Montigny, leur fils Joseph et les parents de Montigny (22e division, avenue Cordier, 1re ligne).

## Quelques-uns de ses rôles
- Lucile dans Le Roman d’une heure, comédie d’François Benoît Hoffmann en 1830 à Bourges (elle a 6 ans)
- Marie dans La Grâce de Dieu, vaudeville en 5 actes de Dennery et Lemoine en 1841 à Périgueux, où elle se fit remarquer
- Rebecca dans Rebecca, comédie-vaudeville en 2 actes de Scribe le 2 décembre 1844
- Christian, roi mineur dans La Loi salique, comédie-vaudeville en 2 actes de Scribe le 30 décembre 1845
- Geneviève dans Geneviève ou la Jalousie paternelle de Scribe le 30 mars 1846
- Clarisse Harlowe dans la pièce homonyme, drame en 3 actes mêlé de chant de Samuel Richardson, adapté par Dumanoir et Clairville le 5 août 1846
- Hélène dans La Protégée sans le savoir de Scribe le 5 décembre 1846
- Irène dans Irène ou le Magnétisme, comédie-vaudeville en 2 actes de Scribe et Lockroy le 2 février 1847
- La déesse Nadja dans La Déesse de Scribe et Saintine le 30 octobre 1847
- Victorine dans Le Philosophe sans le savoir de Sedaine, où elle eut tant de succès que les sociétaires de la Comédie-Française parvinrent à faire suspendre les représentations (novembre 1851)
- Victorine à nouveau dans Le Mariage de Victorine de George Sand, suite du Philosophe sans le savoir (novembre 1851)
- Diane dans Diane de Lys d’Alexandre Dumas fils le 15 novembre 1853
- La baronne Suzanne d’Ange dans Le Demi-monde d’Alexandre Dumas fils le 20 mars 1855
- Elisa de Roncourt dans La Question d’argent d’Alexandre Dumas fils le 31 janvier 1857